# Saverio Selecchy
 (mai 2019).
Si vous disposez d'ouvrages ou d'articles de référence ou si vous connaissez des sites web de qualité traitant du thème abordé ici, merci de compléter l'article en donnant les références utiles à sa vérifiabilité et en les liant à la section « Notes et références ».
Saverio Selecchy (né Sallechia le 2 novembre 1708 à Chieti, mort le 16 août 1788 dans la même ville) est un compositeur et un maître de chapelle italien.
Il étudie auprès du conservatoire de San Pietro a Majella de Naples. En 1733, à 25 ans, il devient maître de chapelle de l’église métropolitaine de Chieti. La plupart de son œuvre s’est perdue à l’exception d’un Miserere qui est toujours chanté lors des processions de Pâques à Chieti.